# بي. راسيل ميرفي
بي. راسيل ميرفي (بالإنجليزية: B. Russell Murphy)‏ هو مدرب كرة سلة أمريكي، ولد في 6 يوليو 1889 في ميلفيل، نيوجيرسي في الولايات المتحدة، وتوفي في 30 يوليو 1957.